# أنجيليكا غوروديشر
أنجيليكا غوروديشر (بالإسبانية: Angélica Gorodischer) (من مواليد 28 تمّوز/يوليو 1928)، هي كاتبة أرجنتينية معروفة بقصصها القصيرة التي تنتمي إلى مجموعةٍ واسعةٍ من الأنواع الأدبيّة بما في ذلك الخيال العلمي، الفنتازيا أدب الجريمة والقصص المكتوبة من منظورٍ نسوي بحث.

## السيرة الذاتيّة

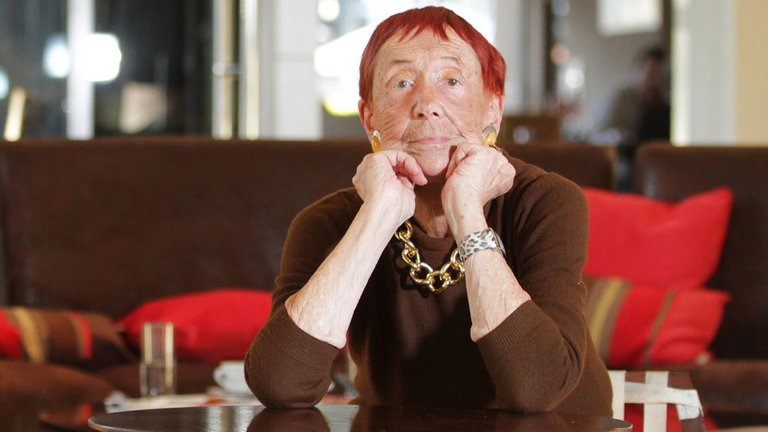
أنجيليكا غوروديشر

وُلدت غوروديشر في بوينس آيرس؛ لكنّها عاشت في روساريو منذ أن كانت في الثامنة من عمرها وتظهرُ هذه المدينة بشكلٍ متكررٍ في رواياتها. بحلول عام 2007؛ منحها مجلس مدينة روساريو لقب «المواطنة اللامعة» تقديرًا لإسهاماتها في تطويرِ الأدب الأرجنتيني.
عُرفت غوروديشر في العالم الناطقِ باللغة الإنجليزية بفضلِ روايتها كالبا الإمبراطوري (بالإسبانية: Kalpa Imperial) التي نُشرت في الأرجنتين في عام 1984 وتُرجمت للإنجليزية في عام 2003 من قِبل مؤلف القصص الخيالية أورسولا لي جوين. تحكي روايةُ كالبا الإمبراطوري – عبر مجموعةٍ من القصص القصيرة المترابطة – تفاصيل تاريخ إمبراطورية وهمية واسعة وذلك من خلال مزجِ تاريخها بقصص الخيال، الخرافة والتمثيل. لقد حقّقت روايتها هذه نجاحًا كبيرًا؛ وأكسبت أنجيليكا غوروديشر شهرة واسعةً للدرجة التي اعتبرها فيها البعضُ أحد أفضل كُتَّاب الخيال في الأرجنتين؛ بل وصلت شهرتها الولايات المتحدة حينما ظهر جزءٌ من روايتها في فيلم المختار 2 (بالإنجليزية: Starlight 2).
أنتجت غوروديشر العديد من الأعمال قبل روايتها كالبا الإمبراطوري بما في ذلك روايةُ التأليف الثانيّ (بالإسبانية: Opus dos) عام 1967 وروايةُ تحتَ الأزهار تُزهر (بالإسبانية: Bajo las jubeas en flor) التي صدرت عام 1973 وكذا روايةُ القمر الكهربائي (بالإسبانية: Casta Luna Electronica) التي صدرت عام 1977. تُعرف أنجيليكا غوروديشر بفضل كتبها في مجال الخيال العلمي وبفضلِ تطرقها لما تُسمّيه «اختلافات القوة» بين الرجال والنساء؛ كما تُعرف في كتاباتها بالتركيزِ على إيجابيات وسلبيات الأشخاص الموجودين في السلطة فضلًا عن مهاجمتها بطرقٍ مباشرة أو غير مباشرة الحكام الفاسدين.
ألَّفت غوروديشر عددًا من الكتب التي تندرجُ ضمن الأدب البوليسي؛ حيثُ كانت بطلتها في كلّ رواية سيدةٌ كبيرةٌ تشتركُ على مضضٍ وبشكل عشوائي في عالم المؤامرات الدولية. ظهرت هذه البطلة لاوّل مرةٍ في عام 1985 في رواية غوروديشر الخيالية القصيرة التي صدرت بعنوان مزهريّاتُ السجّاد المرمريّ من بُخاري (بالإسبانية: Floreros de alabastro alfombras de Bokhara)؛ ثمَّ عادت للظهور لاحقًا في شكلٍ مختلفٍ في عصير المانجو (بالإسبانية: Jugo de mango) التي صدرت عام 1988.

## قائمة أعمالها
| سنة الإصدار | العنوان                      | العنوان الأصليّ                              | دار النشر                                  | ملاحظات   |
| ----------- | ---------------------------- | ------------------------------------------- | ------------------------------------------ | --------- |
| 1965        | حكاياتٌ مع الجنود             | Cuentos con soldados                        | بريميو كلاب ديل أوردين؛ سانتا في           | قصّة قصيرة |
| 1967        | التأليفُ الثانيّ               | Opus Dos                                    | دار مينيتورو للنشرِ والتوزيع؛ بوينس آيرس    | رواية     |
| 1968        | الشعرُ المستعار               | Las pelucas                                 | دار سود أميريكا للنشر والتوزيع؛ بوينس آيرس | قصّة قصيرة |
| 1973        | تحتَ الزهور تُزهر              | Bajo las jubeas en flor                     | دار فلور للنشر والتوزيع؛ بوينس آيرس        | قصّة قصيرة |
| 1977        | القمرُ الإلكتروني             | Casta luna electrónica                      | دار أندروميدا للنشر والتوزيع               | قصّة قصيرة |
| 1979        | ترافلاغار                    | Trafalgar                                   | دارُ إل سيد للنشر والتوزيع؛ بوينس آيرس      | قصّة قصيرة |
| 1983        | كالبا الإمبراطوريّ            | Kalpa imperial                              | دار ميناتورو للنشر والتوزيع؛ بوينس آيرس    | قصّة قصيرة |
| 1983        | ليلةٌ سيئةٌ                    | Mala noche y parir hembra                   | دار كامبانا للنشر والتوزيع؛ بوينس آيرس     | قصّة قصيرة |
| 1985        | مزهريات مرمريّة من بُخاري      | Floreros de alabastro, alfombras de Bokhara | دار ألباستير للنشر والتوزيع                | رواية     |
| 1988        | عصيرُ المانجو                 | Jugo de mango                               | دار إمسي للنشر والتوزيع؛ بوينس آيرس        | رواية     |
| 1991        | الجمهوريّات                   | Las Repúblicas                              | دار فلور للنشر والتوزيع؛ بوينس آيرس        | رواية     |
| 1993        | حكايةُ العذراء والإطفائي      | Fábula de la virgen y el bombero            | دار فلور للنشر والتوزيع؛ بوينس آيرس        | رواية     |
| 1994        | نساءُ الكلمة                  | Mujeres de palabra                          | جامعة بورتوريكو                            | رواية     |
| 1994        | المعجزات                     | Prodigios                                   | دار لومِنْ للنشر والتوزيع؛ برشلونة           | رواية     |
| 1994        | تقنياتُ البقاء على قيد الحياة | Tecnicas de supervivencia                   | دار مينيسيبال للنشر والتوزيع؛ روساريو      | قصّة قصيرة |
| 1996        | ليلةُ الأبرياء                | La noche del innocente                      | دارُ إمسي للنشر والتوزيع؛ بوينس آيرس        | رواية     |
| 1998        | كيف تنجحُ في الحياة           | Cómo triunfar en la vida                    | دارُ إمسي للنشر والتوزيع؛ بوينس آيرس        | قصّة قصيرة |

## روابط خارجية
- أنجيليكا غوروديشر على موقع IMDb (الإنجليزية)